# Izokoszta

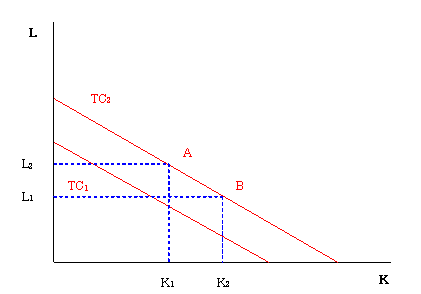
Izokoszty

Izokoszta (krzywa jednakowego kosztu) − w mikroekonomii prosta obrazująca różne kombinacje czynników produkcji, których koszt całkowity jest taki sam.

## Przebieg izokoszty
Zmiana ceny jednego z czynników produkcji powoduje zmianę nachylenia izokoszty. Występuje tutaj niepełna analogia do linii budżetowej. Różnica polega na tym, że położenie izokoszty jest zależne od maksymalnych kosztów jakie producent jest skłonny ponieść (można wykreślić całą rodzinę izokoszt), nie zaś jak w przypadku linii ograniczenia budżetowego – "odgórnie" określone dochodem gospodarstwa domowego (ani też analogicznymi – przychodami przedsiębiorstwa).